# Адванс (Індіана)
Адванс (англ. Advance) — місто (англ. town) в США, в окрузі Бун штату Індіана. Населення — 503 особи (2020).

## Географія
Адванс розташований за координатами 39°59′44″ пн. ш. 86°37′13″ зх. д. / 39.99556° пн. ш. 86.62028° зх. д. (39.995422, -86.620365).  За даними Бюро перепису населення США в 2010 році місто мало площу 1,61 км², уся площа — суходіл.

## Демографія
Згідно з переписом 2010 року, у місті мешкало 477 осіб у 161 домогосподарстві у складі 121 родини. Густота населення становила 296 осіб/км².  Було 178 помешкань (110/км²).
Расовий склад населення:
| - 97,1 % — білих - 0,6 % — азіатів - 0,4 % — чорних або афроамериканців - 0,2 % — корінних американців |

До двох чи більше рас належало 1,5 %. Частка іспаномовних становила 0,8 % від усіх жителів.
За віковим діапазоном населення розподілялося таким чином: 32,5 % — особи молодші 18 років, 57,6 % — особи у віці 18—64 років, 9,9 % — особи у віці 65 років та старші. Медіана віку мешканця становила 32,9 року. На 100 осіб жіночої статі у місті припадало 107,4 чоловіків;  на 100 жінок у віці від 18 років та старших — 103,8 чоловіків також старших 18 років.
Середній дохід на одне домашнє господарство  становив 53 963 долари США (медіана — 50 625), а середній дохід на одну сім'ю — 58 611 долар (медіана — 61 250). За межею бідності перебувало 24,1 % осіб, у тому числі 44,3 % дітей у віці до 18 років та 3,4 % осіб у віці 65 років та старших.
Цивільне працевлаштоване населення становило 215 осіб. Основні галузі зайнятості: будівництво — 16,3 %, виробництво — 15,3 %, мистецтво, розваги та відпочинок — 12,1 %, науковці, спеціалісти, менеджери — 10,2 %.